# Versterkerlading

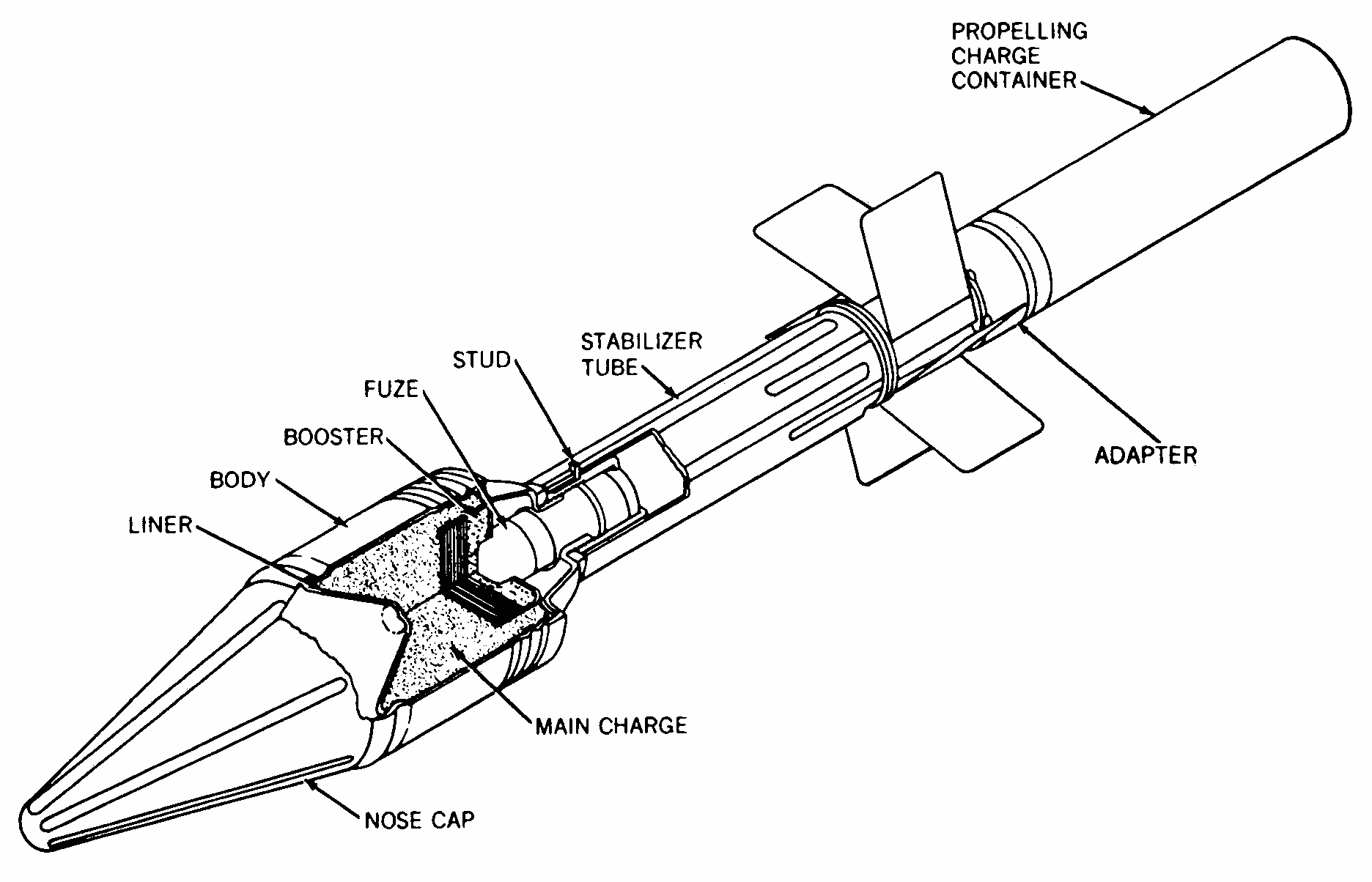
De booster zit naast de hoofdlading

Een booster, of versterkerlading is een stof die bedoeld is als tussenstof tussen de detonator en het secundair explosief, zodat dat explosief zeker goed ontploft. Een veel gebruikte detonator is ANNM.